# ヴァルガ・バルナバーシュ
ヴァルガ・バルナバーシュ（Varga Barnabás、1994年10月25日 - ）は、ハンガリー・ソンバトヘイ出身のサッカー選手。フェレンツヴァーロシュTC所属。ポジションはFW。

## 経歴
ハンガリー生まれであるが、オーストリアのアマチュアクラブでキャリアをスタートさせ、2022年7月に加入したパクシュSEではリーグ戦26得点を挙げてハンガリー1部リーグの得点王に輝いた。その功績が認められ、2023年3月27日、UEFA EURO 2024予選のブルガリア代表戦にて、28歳でハンガリー代表デビューを飾った。
UEFA EURO 2024に選出

## 個人成績

### 代表
試合数
2024年6月15日現在
- 国際Aマッチ 12試合 7得点（2023年 - ）

| ハンガリー代表 | 国際Aマッチ | 国際Aマッチ |
| 年             | 出場        | 得点        |
| -------------- | ----------- | ----------- |
| 2023           | 7           | 4           |
| 2024           | 5           | 3           |
| 通算           | 12          | 7           |

得点
| # | 開催日         | 開催地                                             | 対戦国     | スコア | 結果 | 大会               |
| - | -------------- | -------------------------------------------------- | ---------- | ------ | ---- | ------------------ |
| 1 | 2023年6月27日  | ブダペスト、プスカシュ・アレーナ                   | リトアニア | 1-0    | 2-0  | UEFA EURO 2024予選 |
| 2 | 2023年9月7日   | ベオグラード、スタディオン・ツルヴェナ・ズヴェズダ | セルビア   | 1-1    | 2-1  | UEFA EURO 2024予選 |
| 3 | 2023年10月14日 | ブダペスト、プスカシュ・アレーナ                   | セルビア   | 1-0    | 2-1  | UEFA EURO 2024予選 |
| 4 | 2023年10月17日 | カウナス、ダリウス・イル・ジレナス・スタディナス   | リトアニア | 2-2    | 2-2  | UEFA EURO 2024予選 |
| 5 | 2024年6月8日   | デブレツェン、ナジェルデイ・シュタディオン         | イスラエル | 2-0    | 3-0  | 親善試合           |
| 6 | 2024年6月8日   | デブレツェン、ナジェルデイ・シュタディオン         | イスラエル | 3-0    | 3-0  | 親善試合           |
| 7 | 2024年6月15日  | ケルン、ラインエネルギーシュタディオン             | スイス     | 1-2    | 1-3  | UEFA EURO 2024     |